# UzAuto Motors
АО UzAuto Motors — предприятие по производству и сеть по продажам легковых автомобилей и сверхмалых микроавтобусов марки Chevrolet в Узбекистане. До 2019 года назывался General Motors Uzbekistan
Производство компании действует в городе Асака Андижанской области и в городе Питнак Хорезмской области.

## История
Предприятие было основано в 1993 году и начало производство на сооружённом автозаводе 19 июля 1996 года. Продукция предприятия полностью удовлетворила спрос на автомобили этих классов в Узбекистане и широко распространилась по экспорту в страны СНГ, Грузию, Афганистан и Пакистан. Персонал завода регулярно проходит полную стажировку по своей специальности в компании Daewoo, General Motors и в других автомобильных компаниях мира.
В 2006 году было произведено около 160 тысяч единиц, в 2011 году — около 175 тысяч, а в 2018 году уже свыше 220 тысяч автомобилей. При этом экспорт в страны СНГ упал ввиду конкурентного массового импорта в них и создания в России и на Украине новых автосборочных заводов, в том числе той же Daewoo с теми же моделями, а также разразившегося экономического кризиса в 2008 году. Позже экономический кризис в Российской Федерации привел к массовому обвалу продаж автомобилей на российском рынке, что не могло не отразиться на экономической стабильности АО «ДжиЭм Узбекистан». Кризис перепроизводства привел к накоплению больших запасов экспортных автомобилей на региональных складах в Ферганской долине, а также приостановки деятельности Асакинского завода на месяц в августе 2015 года.
В 2008 году АК Узавтосаноат и американским концерном General Motors, поглотившим после банкротства и реорганизации концерна Daewoo в 2002 году отделение GM DAT (позже GM Korea), было основано предприятие АО «ДжиЭм Узбекистан», являющееся правопреемником UzDaewooAuto, а автомобили Daewoo начали производиться под маркой Chevrolet. Бренд и сеть продаж в странах СНГ сохранили название UzDaewoo, из-за заключенных ранее долгосрочных соглашений о беспошлинном ввозе и торговле легковыми автомобилями между странами СНГ. Был выпущен миллионный автомобиль.
24 мая 2013 года в Москве был представлен новый седан С-класса под названием Daewoo Gentra (не путать с оригинальной Daewoo Gentra корейского производства — ребрендинговое название Chevrolet Aveo T250), так как реализуется дилерской сетью UzDaewooAuto. В Узбекистане модель оставила старое название Chevrolet Lacetti. Российскому покупателю базовая комплектация Daewoo Gentra обходилась в 399 000 рублей. Уже в базовой комплектации новинка получила две подушки безопасности, гидроусилитель руля, противотуманные фары, 4 электро-стеклоподъемника и кондиционер. В список опций вошли ABS, аудиосистема, подогрев передних сидений и люк в крыше. В апреле 2014 года был выпущен двухмиллионный автомобиль UzDaewoo.
В начале 2014 года модель Chevrolet Damas была снята с производства на заводе в г. Асака и переведена на новый Хорезмский автомобильный завод GM Uzbekistan, где так же была налажена крупноузловая (SKD) сборка автомобилей Chevrolet Orlando. С сентября 2015 года на том же заводе вновь приступили к сборке автомобиля Chevrolet Labo, снятого с производства в 2004 году. С октября 2015 года модели Chevrolet Spark, Daewoo Gentra и Chevrolet Matiz производятся под маркой Ravon.
В 2016 году было запущено производство Ravon Nexia (на внутреннем рынке Chevrolet Nexia) а Chevrolet Cobalt изменен на Ravon R4. Название "Daewoo" заменено для всех выпускаемых автомобилей.
В конце июня 2019 года, после завершения национализации завода, было принято решение о переименовании компании на UzAuto Motors.
В феврале 2020 года было достигнуто соглашение с компанией General Motors о возобновлении продажи автомобилей под брендом Chevrolet. Реализация автомобилей под брендом Ravon в России и странах СНГ прекратилась в середине 2020 года.
В феврале 2023 года компания завершила IPO, таким образом на Ташкентской бирже стало обращаться около 0.3% акций. В феврале 2023 года UzAuto Motors запустила серийное производство автомобилей Chevrolet Onix на своем заводе в Асаке.
За три года 2022-2024 автозавод увеличил объем производства на 60%, а также были запущены новые модели Chevrolet – Tracker и Onix, причём для Chevrolet рынок Узбекистана стал вторым по объему после США, выручка UzAuto Motors увеличилась на 130%, а чистая прибыль в 2023 году составила 7,2% от оборота (333 млн долларов).

## Продукция
| Годы производства     | Марка и модель    |
| --------------------- | ----------------- |
| 1996—н. в.            | Chevrolet Damas   |
| 1996—2004, 2015—н. в. | Chevrolet Labo    |
| 1996—2003             | Daewoo Tico       |
| 2001—2018             | Ravon Matiz       |
| 1996—2008             | Daewoo Nexia      |
| 2008—2016             | Daewoo Nexia II   |
| 2003—2013             | Chevrolet Lacetti |
| 2010—н. в.            | Ravon R2          |
| 2012—н. в.            | Ravon R4          |
| 2013—н. в.            | Ravon Gentra      |
| 2014—2018             | Chevrolet Orlando |
| 2016—н. в.            | Ravon Nexia       |
| 2018—н. в.            | Chevrolet Tracker |
| 2023—н. в.            | Chevrolet Onix    |

## Импортные модели
- Chevrolet Malibu - 9-поколения (2018–н.в)
- Chevrolet Trailblazer 2-поколения (facelift) (2020–н.в)
- Chevrolet Tahoe - 5-поколения (2020–н.в)
- Chevrolet Equinox - 3-поколения (facelift) (2020–н.в)
- Chevrolet Traverse - 2-поколения (facelift) (2020–н.в)
- Chevrolet Captiva - 2nd generation (Baojun 530) (2021-н.в)

## Заводы
Асакинский автомобильный завод GM Uzbekistan: Ravon Matiz, Ravon Gentra, Ravon Nexia, Ravon R2, Ravon R4. Chevrolet Onix, Chevrolet Tracker
Ташкентский автомобильный завод GM Uzbekistan: не произведено
Хорезмский автомобильный завод GM Uzbekistan (город Питнак): Chevrolet Damas, Chevrolet Labo, Chevrolet Orlando.

## Галерея
- Chevrolet Spark
- Chevrolet Nexia3
- Chevrolet Captiva
- Chevrolet Captiva II
- Chevrolet Epica